# صابر عبد الدايم
صابر عبد الدايم يونس (1367- 1447 هـ / 1948- 2025 م) باحث وكاتب وناقد مصري، وأديب شاعر، وأستاذ جامعي أزهري. عميد كلية اللغة العربية بجامعة الأزهر فرع الزقازيق سابقًا، وعضو رابطة الأدب الإسلامي العالمية، ورئيس مكتبها (جمعية الأدب الإسلامي) بالقاهرة، ونائب رئيس الرابطة للشؤون الثقافية، وعضو مجلس إدارة اتحاد كتَّاب مصر. وهو مؤسِّس الصالون الأدبي بالشرقية الذي يُعقَد بمنزله شهريًّا في مدينة الزقازيق بمصر. وله مشاركات إذاعية وتلفازية في البرامج الأدبية والثقافية والدينية.

## ولادته وتحصيله
وُلد صابر عبد الدايم يونس في قرية منشية العطارين بمركز ديرب نجم في محافظة الشرقية بمصر، يوم الاثنين 5 جُمادى الأولى 1367هـ الموافق 15 مارس (آذار) 1948م.
حفظ القرآن الكريم في التاسعة من عمره، والتحقَ بمعهد الزقازيق الديني التابع للأزهر الشريف، درس فيه المرحلتين الإعدادية والثانوية إلى عام 1968، وتخرَّج في كلِّية اللغة العربية بجامعة الأزهر بالقاهرة، ونال منها شهادة (بكالوريوس) عام 1972.
ثم حصل على شهادة (ماجستير) في الأدب والنقد، من كلية اللغة العربية في جامعة الأزهر بالقاهرة عام 1975، وعلى شهادة (دكتوراه) في الأدب والنقد بمرتبة الشرف الأولى، من الكلِّية نفسها، عام 1981.

## عمله ووظائفه

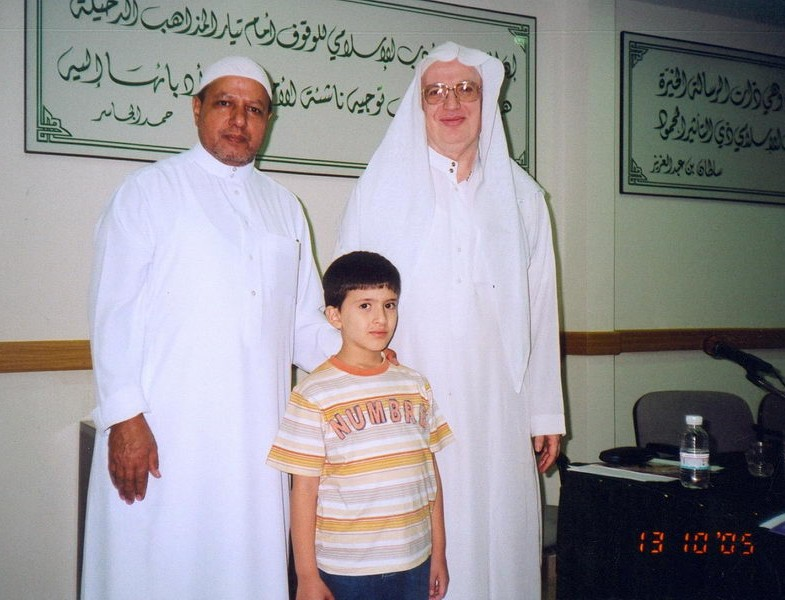
حسين علي محمد وصابر عبد الدايم معهما الطفل أحمد ذو الغنى

بدأ حياته العملية مدرِّسًا للغة العربية لطلَّاب المرحلتين الإعدادية والثانوية تسع سنين، منها أربع في ليبيا من 1976 إلى 1980. ثم بعد حصوله على الدكتوراه عُيِّن مدرِّسًا للأدب والنقد في جامعة الأزهر عام 1981، وأُعير إلى جامعة أم القرى في مكة المكرَّمة أستاذًا مشاركًا من عام 1984 إلى 1988. ثم عاد إلى مصر للتدريس في كلِّية اللغة العربية فرع جامعة الأزهر في الزقازيق، ورُقِّي إلى مرتبة أستاذ (بروفسور) في الأدب والنقد عام 1990، وعُيِّن وكيلًا للكلِّية من عام 1992 إلى 1994. وعمل أستاذًا زائرًا في جامعة الإمام محمد بن سعود الإسلامية، في الفصل الدراسي الثاني من عام 1413هـ/ 1993م.
ثم انتقل إلى مكة المكرَّمة للعمل أستاذًا في كلية اللغة العربية بجامعة أم القرى مرَّة أُخرى، في قسم الأدب وقسم الدراسات العليا، من عام 1994 إلى 2000. وحين عاد إلى كلية اللغة العربية في فرع جامعة الأزهر بالزقازيق، صار وكيلًا للكلية عام 2001، ثم عُيِّن عميدًا لكلية اللغة العربية بجامعة الأزهر، من 2007 إلى 2013.
أشرف وناقش قرابة مئتي رسالة جامعية في مرحلتي (الماجستير) و(الدكتوراه) في مصر والسعودية منذ عام 1985؛ في جامعة الأزهر، وجامعة الزقازيق بمصر، وجامعة أم القرى، وجامعة الإمام محمد بن سعود الإسلامية، والجامعة الإسلامية بالمدينة المنوَّرة، وكلية التربية للبنات بجُدَّة، ومعهد الدراسات الإسلامية بالقاهرة.
وكان عضوًا في اللجنة الدائمة لترقية الأساتذة، والأساتذة المساعدين بجامعة الأزهر منذ عام 1998 "لجنة المحكَّمين"، وتولَّى إدارة تحرير "المجلَّة العلمية لكلِّية اللغة العربية بجامعة الأزهر" سنوات. وشارك في لجان ترقية الأساتذة، والأساتذة المساعدين في السعودية، وفي (تحكيم) كثير من المسابقات الأدبية في الشعر والقصة والبحوث والمقالة.

## عضوياته ونشاطاته
- عضو مجلس إدارة اتحاد كتَّاب مصر، ومقرِّر لجنة فروع الاتحاد بالمحافظات، وعضو لجنة الشعر فيه.
- عضو رابطة الأدب الإسلامي العالمية، وعضو مجلس الأمناء في الرابطة.[2]
- نائب رئيس رابطة الأدب الإسلامي للشؤون الثقافية، ورئيس مكتبها (جمعية الأدب الإسلامي) بالقاهرة.[3]
- رئيس مجلس إدارة جمعية الإبداع الأدبي والفني بمحافظة الشرقية.
- عضو المجلس الأعلى للشؤون الإسلامية.
- مؤسِّس الصالون الأدبي بالشرقية الذي يُعقَد بمنزله شهريًّا في مدينة الزقازيق بمصر، منذ 1990.
- عضو الهيئة الإدارية للمجلس العالمي للغة العربية بلبنان.
- عضو مجلس تحرير مجلة "الثقافة الجديدة" بمصر، ومستشار التحرير لمجلة "أوراق ثقافية" ومجلة "أصوات معاصرة ".
- عضو مجلس إدارة مجلة "صوت الشرقية".[4]
- عضو هيئة تحرير مجلة "الأدب الإسلامي".

### نشاطاته

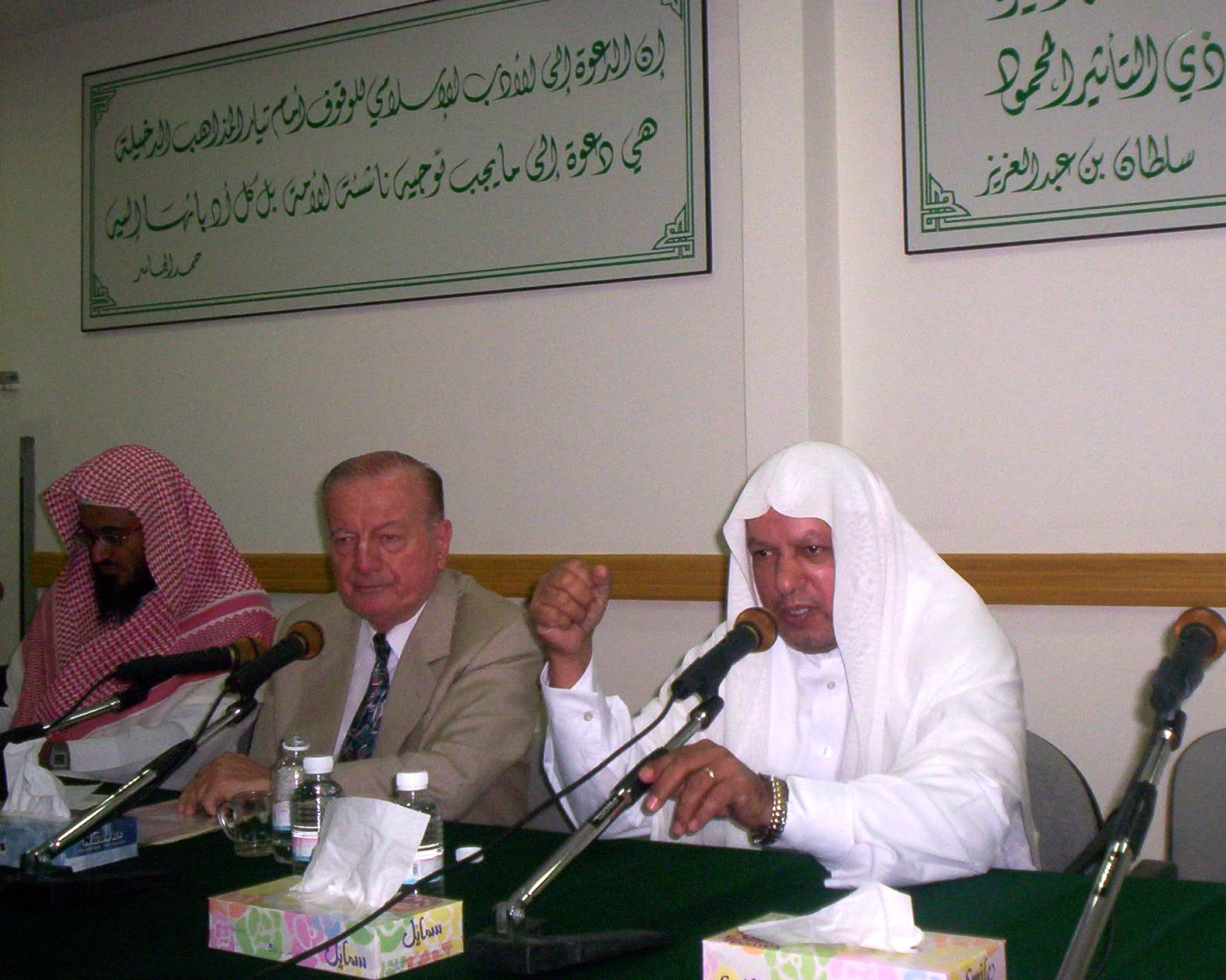
مشاركة أدبية للدكتور صابر عبد الدايم في مكتب رابطة الأدب الإسلامي بالرياض ومعه الدكتور محمد علي الهاشمي والدكتور ناصر الخنين

شارك في كثير من المؤتمرات الأدبية والشعرية داخل مصر وخارجها ، منها:
- مؤتمر العقَّاد بأسوان، 1990.
- مؤتمر زكي مبارك، 1991.
- مؤتمرات أدباء مصر في الأقاليم: الإسماعيلية 1992، والعريش 1993، والفَيُّوم 2001.
- مؤتمر الأدب الإسلامي بجامعة عين شمس، 1992.
- مهرجان الهيئة المصرية العامَّة للكتاب، 1992ـ 1993.
- مؤتمر مهرجان الجنادرية بالسعودية، 1413هـ/ 1993م.
- مؤتمر الأدب الإسلامي في إستانبول بتركيا، 1994.
- المؤتمر العامُّ لأدباء مصر بالإسكندرية، 2002.
- الأمين العامُّ لمؤتمر الأدباء الثاني الذي أقامته وِزارة الثقافة بالزقازيق، أبريل 2002.
- مؤتمر الأدب الإسلامي في القاهرة، 2002.
- مهرجان الانتفاضة باتحاد كتَّاب مصر، 2002.
- مؤتمر مهرجان الجنادرية بالسعودية، 1423هـ/ 2003م.
- مؤتمر الاتحاد العام للكتَّاب العرب بتونس، "التضامن والتكافل في الحضارة العربية والإسلامية"، 2003.
- مؤتمر الأدب الإسلامي في إستانبول، 2008.
- شارك في البرامج الإذاعية الأدبية والثقافية والدينية، منها في إذاعات مصر، البرنامج العام، صوت العرب، البرنامج الثقافي، إذاعة القرآن الكريم.
- شارك بالأحاديث والحوارات الأدبية والفكرية والدينية في القنوات التلفازية المحلِّية والفضائية، منها القناة الرابعة، والقناة الثانية، والسادسة، والقناة الأولى.[7]

## كتبه وآثاره

### مؤلفاته ودراساته
1. القيم الإسلامية في الأدب العربي، مطبعة منيرفا بالزقازيق، عام 1982.
2. مقالات وبحوث في الأدب المعاصر، دار المعارف بالقاهرة، عام 1983.
3. محمود حسن إسماعيل بين الأصالة والمعاصرة، دار المعارف بالقاهرة، عام 1984.
4. الشعر الأموي في ظل السياسة والعقيدة، المكتب العلمي الحديث، عام 1984.
5. الأدب الصوفي: اتجاهاته وخصائصه، دار المعارف بالقاهرة، عام 1984.
6. فن كتابة البحث الأدبي، بالاشتراك مع د. محمد داود، ود. حسين علي محمد، ط1، مطبعة الأمانة بالقاهرة، عام 1984. ط6، دار هبة النيل بالقاهرة، عام 2001.
7. التجرِبة الإبداعية في ضوء النقد الحديث، ط1، مكتبة الخانجي بالقاهرة، عام 1989. ط2، عام 2008.
8. الأدب الإسلامي بين النظرية والتطبيق، ط1، دار الأرقم بالزقازيق، عام 1990، وط2، دار الشروق بالقاهرة، عام 2002.
9. الأدب المقارن: دراسات في المصطلح والظاهرة والتأثير، مطبعة الأمانة بالقاهرة، عام 1990.
10. موسيقى الشعر العربي بين الثبات والتطوُّر، ط1، مكتبة الخانجي بالقاهرة، عام 1992. ط2، مكتبة الرشد بالرياض، عام 2008.
11. أدب المَهجَر، دار المعارف بالقاهرة، عام 1993.
12. الحديث النبوي: رؤية فنية جمالية، دار الوفاء بالإسكندرية، عام 1999.
13. شعراء وتجارِب: نحو منهج تكاملي في النقد التطبيقي، دار الوفاء بالإسكندرية، عام 1999.
14. الأدب العربي المعاصر بين التقليد والتجديد، الزقازيق، عام 2000.
15. ديوان الإمام الشيخ محمد متولِّي الشعراوي، جمع وتحقيق ودراسة فنية، دار أخبار اليوم، عام 2009.
16. الإمام محمد متولي الشعراوي، شاعر الدعاة وداعية الشعراء.[4]
17. تاج المدائح النبوية.. شرح قصيدة البردة لكعب بن زهير.
18. هاشم الرفاعي: شاعر العروبة والإسلام، نشر الثقافة الجماهيرية بوِزارة الثقافة المصرية.
19. الدليل إلى أهدى سبيل في علمَي الخليل (تحقيق)، مكتبة الفتح بالقاهرة.[2]
20. الناقد والشاعر الدكتور عبده بدوي (كتاب تذكاري)، بالمشاركة، كلية الآداب بجامعة الكويت.

### دواوينه الشعرية

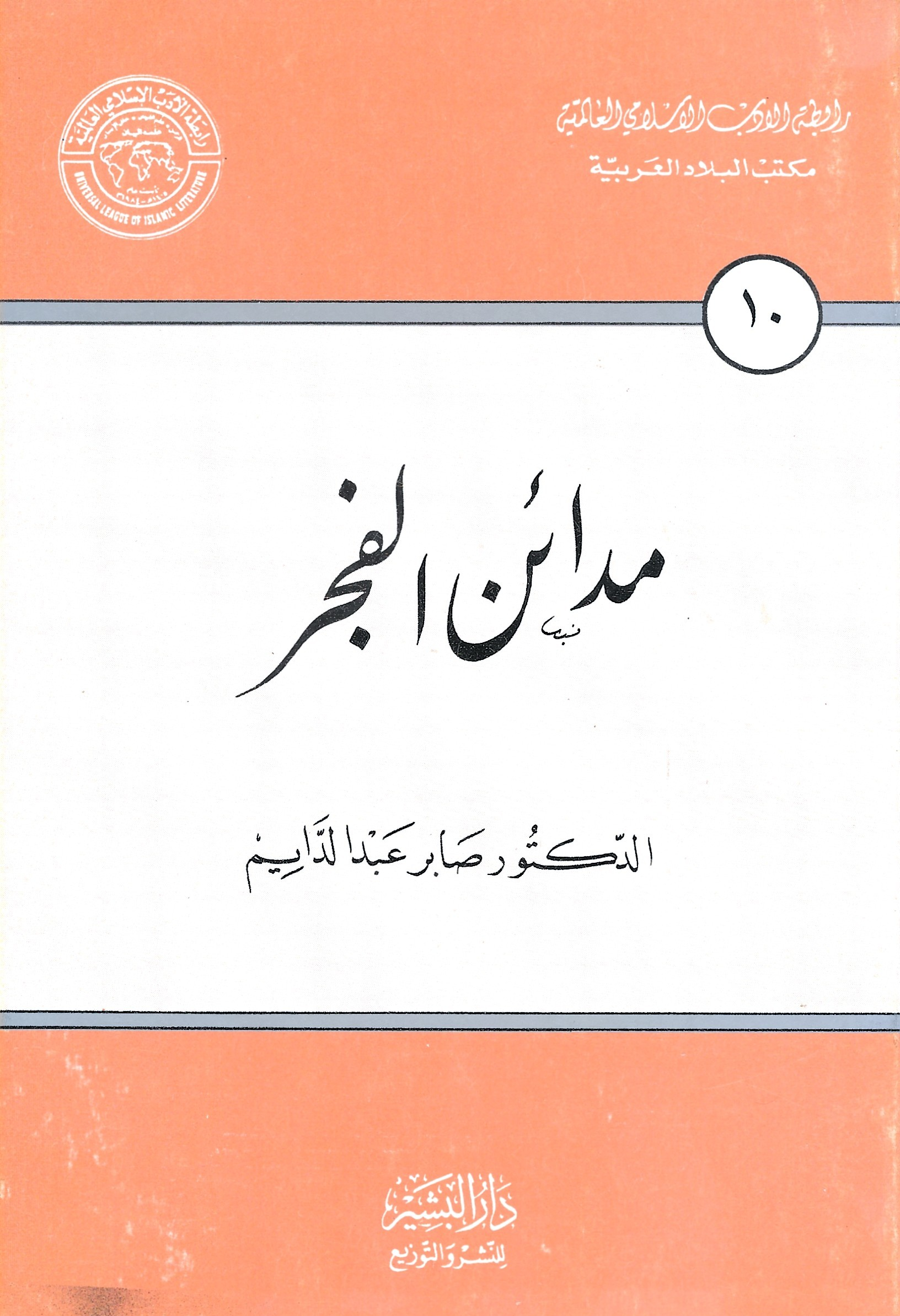

1. نبَضات قلبين، بالاشتراك مع عبد العزيز عبد الدايم، مطبعة الموسكي بالقاهرة، عام 1969.
2. المسافر في سُنبلات الزمن، مطبعة الأمانة بالقاهرة، عام 1982.
3. الحُلم والسفر والتحوُّل، وِزارة الثقافة بمصر، عام 1983.
4. المرايا وزهرة النار، الهيئة المصرية العامَّة للكتاب بالقاهرة، عام 1988.
5. العاشق والنهر، الهيئة العامَّة لقصور الثقافة بالقاهرة، عام 1994.
6. مدائن الفجر، رابطة الأدب الإسلامي العالمية ودار البشير في عمَّان، عام 1994.[8]
7. العُمر والريح، الهيئة المصرية العامَّة للكتاب بالقاهرة، سلسلة الإبداع الشعري، عام 2003.
8. ديوان الأعمال الكاملة.[3]
9. النبوءة، مسرحية شعرية مخطوطة.

نُشر نتاجه الإبداعي والنقدي في كثير من المجلَّات والصُّحف المصرية والعربية، منها: الأهرام، والأخبار، والجمهورية، وعقيدتي، وآفاق عربية، والأزهر، وصوت الأزهر، والشرق الأوسط، والهلال، وإبداع الشعر، والمجلة العربية بالرياض، والندوة بمكة، والمدينة، والثقافة بدمشق لمدحة عكَّاش، والأنباء بالكويت، والمسلمون.

## كتب ودراسات عنه
كُتبت عنه وعن أدبه وآثاره دراساتٌ عديدة في كتب ومجلَّات ودوريات متخصِّصة، بأقلام كبار الدارسين والباحثين والنقَّاد العرب، وأُعدَّت عنه وعن أعماله الأدبية 15 رسالةً ما بين ماجستير ودكتوراه، منها:
1. كتاب "أبعاد التجرِبة الشعرية في شعر صابر عبد الدايم" للدكتور صادق حبيب، نشر دار الأرقم بالزقازيق، 1992.
2. كتاب "منظومة الأدب الإسلامي في شعر صابر عبد الدايم" للدكتور صلاح عدس.
3. مبحثان في كتاب "القرآن ونظرية الفن" للدكتور حسين علي محمد، مطبعة حسان، 1992.
4. دراستان في كتاب "دراسات نقدية وجماليات النص" للدكتور أحمد زلط، دار المعارف بالقاهرة.
5. دراسة نقدية في كتاب "الورد والهالوك" للدكتور حلمي القاعود، جامعة طنطا بمصر.
6. رسالة دكتوراه في الآداب "التناصُّ في شعر صابر عبد الدايم" للباحث رامي محمد علي الجيَّار، كلية الآداب في جامعة دمياط.
7. رسالة دكتوراه في الأدب الإسلامي المقارن، بين الأدب العربي والماليزي، للباحث علاء حسني المزين، الجامعة الإسلامية العالمية بماليزيا.[4]
8. رسالة ماجستير "صابر عبد الدايم شاعرًا" للباحث الشاعر البيومي محمد البيومي، كلية اللغة العربية بالمنصورة.
9. كتاب "العصف والريحان: حوارات ومواجهات" للدكتور حسين علي محمد، جمع فيه الحوارات التي أُجريت مع صابر عبد الدايم.

- نُشرت دراسات نقدية عن نتاجه الأدبي في عدد من المجلات منها: كلية اللغة العربية بالزقازيق، وكلية اللغة العربية بالمنوفية، ودمنهور، وفي مجلة الشعر بالقاهرة، وجريدة المسلمون الدَّولية، ومجلة الخيرية بالكويت، ومجلة الأدب الإسلامي، ومجلة الهلال، ومجلة صوت الشرقية، والأسبوع، ومجلة المجتمع بالكويت.
- تُرجم له وعُرِّف بأدبه وشعره في كتاب "تراجم الشعراء في العالم الإسلامي"، الجامعة الماليزية، 2000.
- كُتبت عنه ترجمة وافية مع نماذج من أشعاره في "معجم البابطين للشعراء المعاصرين".

## جوائزه وتكريمه
فاز في كثير من المسابقات الشعرية في مصر والسعودية.
- حصل على درع التكريم من وزير الثقافة في مصر لجهوده في خدمة الحركة الأدبية، عام 1993.
- حصل على درع التكريم في مؤتمر الأدباء بالشرقية، عام 2002.[7]
- حصل على وسام الجمهورية المصرية من الطبقة الأولى في العلوم والفنون والآداب، من الرئيس عبد الفتاح السيسي، عام 2023.[6]
- كرَّمته رابطة الأدب الإسلامي العالمية، وقدَّمت إليه درعها التكريمي في حفل كبير، بمناسبة حصوله على وسام الجمهورية المصرية.[11]
- حصل على جائزة الشعر من الأزهر الشريف.[5]

## نموذج من شعره
قُرِّرت بعضُ قصائده ودُرِّست في الجامعات المِصرية والسعودية.
ومن شعره قصيدته "مدائن الفجر" التي يقول في مطلعها:

## وفاته ونعيه
توفي صابر عبد الدايم في مستشفى الأزهر بالقاهرة، مساء الأحد 23 صفر 1447هـ الموافق 17 أغسطس (آب) 2025م، عن سبعة وسبعين عامًا، وشُيِّع بعد صلاة الظهر في اليوم التالي 18 أغسطس 2025 من قريته العطارين التابعة لمركز ديرب نجم.

### نعيه
نعَتْه رابطة الأدب الإسلامي ورئيسها الدكتور حسن الأمراني، وممَّا جاء في نعيه: تنعَى رابطة الأدب الإسلامي العالمية الأستاذ الدكتور صابر عبد الدايم يونس، وبوفاته فقدت جمهورية مصر العربية، وجامعة الأزهر الشريف، ورابطة الأدب الإسلامي العالمية، واحدًا من أبرز رموز الحياة الإبداعية والعلمية في العالم الإسلامي. ويقدِّم رئيس الرابطة تعازيَه ومواساته إلى أهله وذويه، وإلى الهيئة الإدارية للمكتب الإقليمي للرابطة (جمعية الأدب الإسلامي) بالقاهرة، وإلى سائر أعضاء الرابطة والأدباء في مصر والعالم.
ونعاه شيخ الأزهر الدكتور أحمد الطيِّب، مؤكِّدًا أنه كان أنموذجًا في الجدِّ والاجتهاد والحرص على طلب العلم ونشر علوم اللغة العربية، وترك إرثًا علميًّا سيظل منهلًا لطلَّاب العلوم والباحثين في علوم اللغة والشريعة. والأزهر إذ ينعَى الفقيد الراحل؛ فإنه يتقدَّم بخالص العزاء لأسرته وطلَّابه وزملائه في كلِّيات اللغة العربية، سائلًا المولى أن يتغمَّد الفقيد بواسع رحمته ومغفرته، وأن يُسكنه فسيح جناته، وأن يُلهم أهله وذويه الصبر والسلوان.  
ونعاه وزير الأوقاف المصري الدكتور أسامة الأزهري، مؤكِّدًا أن الفقيد كان قامةً علمية سامقة، وأن عطاءه في مَيدان العربية وتوجيه الأجيال سيبقى أثرًا باقيًا في ميزان حسناته بإذن الله تعالى، داعيًا الله عز وجل أن يتغمَّده بواسع رحمته، وأن يجزيَه عن العلم وأهله خير الجزاء. وتقدَّم الوزير بخالص العزاء إلى أسرة الفقيد ومحبِّيه وتلامذته، والأوساط العلمية واللغوية والأكاديمية، سائلًا المولى عزَّ وجلَّ أن يُلهمَهم الصبر.
ونعاه مفتي الجمهورية المصرية الدكتور نظير محمد عياد، رئيس الأمانة العامَّة لدُور وهيئات الإفتاء في العالم، ووجَّه تعزيةً لأسرته وطلَّابه.

## وصلات خارجية
- صابر عبد الدايم على موقع أرشيف الشارخ
- لقاء الشاعر والناقد أ.د / صابر عبد الدايم | رموز الإبداع على النيل الثقافية
- لقاء خاص مع د. صابر عبد الدايم أستاذ الأدب والنقد جامعة الأزهر الشريف
- ندوة رابطة الأدب الإسلامي العالمية/ مصر/ أ. د/ صابر عبد الدايم/ قصيدة /الاثنين 14 أكتوبر 2024